# Bjørnar Holmvik
Bjørnar Holmvik (* 2. Juni 1985 in Oslo) ist ein ehemaliger norwegischer Fußballspieler. Der Außenverteidiger, der mehrere norwegische Jugendauswahlen durchlief, wurde 2008 mit Stabæk Fotball norwegischer Landesmeister.

## Werdegang
Holmvik begann mit dem Fußballspielen beim Sportsforeningen Grei. 2001 debütierte er in der norwegischen U-16-Auswahl und begann im selben Jahr eine Ausbildung in Sportwissenschaften an der Bjerke videregående skole, einer weiterführenden Schule, die auch Mohammed Abdellaoue, Daniel Braaten und Erik Johnsen besucht hatten. 2004 schloss er die Ausbildung erfolgreich ab.
Über die norwegischen Jugendauswahlen machte Holmvik im oberklassigen norwegischen Fußball auf sich aufmerksam und ging 2003 zu Stabæk Fotball, wo er zunächst in der Jugendmannschaft zum Einsatz kam. In der Spielzeit 2004 kam er zu seinem Debüt in der Tippeligaen, als er beim 2:1-Auswärtserfolg gegen Rosenborg BK kurz vor Schluss eingewechselt wurde. Nachdem die Mannschaft den Klassenerhalt in der ersten Liga verpasst hatte, erkämpfte er sich in der folgenden Zweitligaspielzeit unter dem neu verpflichteten Trainer Jan Jönsson einen Stammplatz in der Abwehrkette und trug mit zwei Toren in 29 Spielen zum direkten Wiederaufstieg bei. Die guten Leistungen brachten ihn zudem Anfang 2006 die Nominierung für die norwegische U-21-Auswahl ein.
Allerdings konnte Holmvik nicht an die starke Spielzeit anknüpfen und verlor seinen Stammplatz auf der linken Abwehrseite an Tom Stenvoll, mit dem er auch in den folgenden Jahren einen Zweikampf um die Position führte und daher nur noch unregelmäßig zum Einsatz kam. In der Spielzeit 2008 lief er in 15 Spielen für den Klub aus Bærum auf und konnte sich am Ende der Spielzeit als norwegischer Landesmeister feiern lassen.
Dennoch verließ Holmvik Stabæk Fotball und wechselte ablösefrei zu SK Brann, wo er einen Vertrag für drei Jahre unterschrieb. Unter Trainer Steinar Nilsen gehörte er vom ersten Saisonspiel gegen Sandefjord Fotball an zur Stammformation. Anschließend spielte er unter anderem bei Sandnes Ulf, beim schwedischen Verein Kalmar FF, beim Fredrikstad FK, bei Bryne FK und beim FK Vidar. Seine letzte Station war erneut bei Sandnes Ulf.
Parallel zu seiner Fußballkarriere startete Holmvik Ende 2008 zudem eine Karriere als Futsalspieler. Im November 2019 gab er, nachdem sein Vertrag bei Sandnes auslief, das Ende seiner Karriere als Spieler bekannt. Er wurde daraufhin Trainer bei der Lokalmannschaft FK Vidar.